# Gavin Quinnell
Derek Gavin Quinnell (Llanelli, 25 novembre 1983) è un ex rugbista a 15 britannico appartenente alla Federazione gallese, il cui ruolo in carriera era quello di seconda linea e, occasionalmente, terza linea.

## Biografia
Gavin è figlio di un famoso rugbista, Derek Quinnell, nazionale gallese degli anni settanta; anche i suoi fratelli, Scott e Craig sono rugbisti.
Gavin inizia la sua carriera professionistica nel Llanelli, militando in Welsh Premier Division per due stagioni.
Nel 2003 viene fondata la franchigia dello Llanelli Scarlets che disputa il campionato di Celtic League; gioca con il neonato club gallese fino al 2006, vincendo l'edizione 2003-04.
Nel 2007 si trasferisce al Worcester in English Premiership; terminata l'esperienza inglese, nel 2008 approda in Italia nella rosa del Viadana, dove milita fino al 2010.
Dal 2006 al 2009 viene selezionato nello storico club ad inviti dei Barbarians, disputando tre partite contro East Midlands, Edinburgh Academicals e Scarlets, segnando una meta all'esordio contro le East Midlands.
Il 23 luglio 2010 raggiunge la sua ex squadra, gli Scarlets, firmando un contratto di due anni.
Il 2 ottobre 2010 Quinnell subisce una lesione all'occhio sinistro contro il Cross Keys. Il seguente giovedì viene confermato che: nonostante gli sforzi dei chirurghi, aveva perso la vista del suo occhio sinistro. Lo stesso anno annuncia il suo ritiro dal rugby giocato.

## Palmarès
- Celtic League: 1
Llanelli Scarlets: 2003-04
- Welsh-Scottish League: 1
Llanelli: 2001-02
- WRU Challenge Cup: 1
Llanelli: 2003